# كاريبا هين
كاريبا هين (بالإنجليزية: Cariba Heine)‏ (1 أكتوبر 1988)، هي ممثلة وراقصة أسترالية جنوب أفريقية. اشتهرت عن دور "ريكي شادويك" في البرمانج التلفزيوني H2O: أضف الماء فقط (H2O: Just Add Water)، ودور "بريدغت سانشيز" في الموسم الثالث من مسلسل ارتفاع الماء الأزرق  (Blue Water High)، ودور "كارولين براين" في ابنة عارضة: مقتل كارولين براين" (A Model Daughter: The Killing of Caroline Byrne).

## حياتها المبكرة
ولدت كاريبا في جوهانسبرغ، والديها من جنوب أفريقيا وهما ميشيل (عارضة) وكيفن هين. انتقلوا إلى أستراليا في سن ال3 رفقة أخيها الأكبر المزداد في 1985.

## مشوارها

### الرقص
درست كاريبا رقص الجاز، الرقص النقري، الباليه الكلاسيكي، الأكروباتيك، والجمباز الإيقاعي، كما درست في نفس الوقت التمثيل والغناء في «مدرسة العاصمة الوطنية للتمثيل». مارست الرقص في مدرسة الرقص الخاصة بوالدتها في كانبرا، وأصبحت بعد ذلك أصغر راقصة تؤدي في سيدني، أستراليا. كما أدت كاريبا خلال دورة في الولايات المتحدة حيث شاركت مع ويل يونغ في أغنيته غادر الآن. بعدها تعرضت لإصابة في الورك مما جعلها تبتعد عن الرقص والتوجه إلى التمثيل.

### التمثيل
بدأت كاريبا مشوارها كممثلة سنة 2006، حيث شاركت في المسلسل التلفزيوني H2O: أضف الماء فقط (H2O: Just Add Water)، بدور "ريكي شادويك"، وهي أحد الأدوار الرئيسية. شاركت بعدها في فيلم ابنة مصمم: مقتل كارولين براين" (بالإنجليزية: A Model Daughter: The Killing of Caroline Byrne)‏ سنة 2009.
سنة 2012، شاركت في فيلم طعم. وفي 2018 شاركت في مسلسل «ذهابا وايابا» في دور «إيبوني».

## فيلموغرافيا
| السنة   | العمل                                                                            |
| ------- | -------------------------------------------------------------------------------- |
| 2003    | دورة باليستيكية Ballistic Sessions                                               |
| 2005    | الرقص الصارم Strictly Dancing                                                    |
| 2006–10 | 2إتش تو أو: فقط أضف الماء H2O: Just Add Water                                    |
| 2007    | غبي، الرجل الغبي Stupid, Stupid Man                                              |
| 2008    | الماء الأزرق الهائج Blue Water High                                              |
| 2009    | الهادئ The Pacific                                                               |
| 2009    | ابنة العارضة: مقتل كارولين بايرن A Model Daughter: The Killing of Caroline Byrne |
| 2009    | في محل الوشوم At the Tattooist                                                   |
| 2010–13 | أكاديمية الرقص Dance Academy                                                     |
| 2010–13 | آلة المستقبل The Future Machine                                                  |
| 2011    | دم الإخوة Blood Brothers                                                         |
| 2012    | وجه العملة Quietus                                                               |
| 2012    | الطعم 3D Bait 3D                                                                 |
| 2014    | نصيحة ودية Friendly Advice                                                       |
| 2015    | اختفاء Hiding                                                                    |
| 2016    | تبني Adopted                                                                     |
| 2016    | ماكو: أسرار آيسلندا Mako: Island of Secrets                                      |
| 2016    | تعرق بشدة Rough Sweat                                                            |
| 2017    | الناجي المعين Designated Survivor                                                |
| 2018    | ذهابا وإيابا Home and Away                                                       |